# Alfredo González Flores

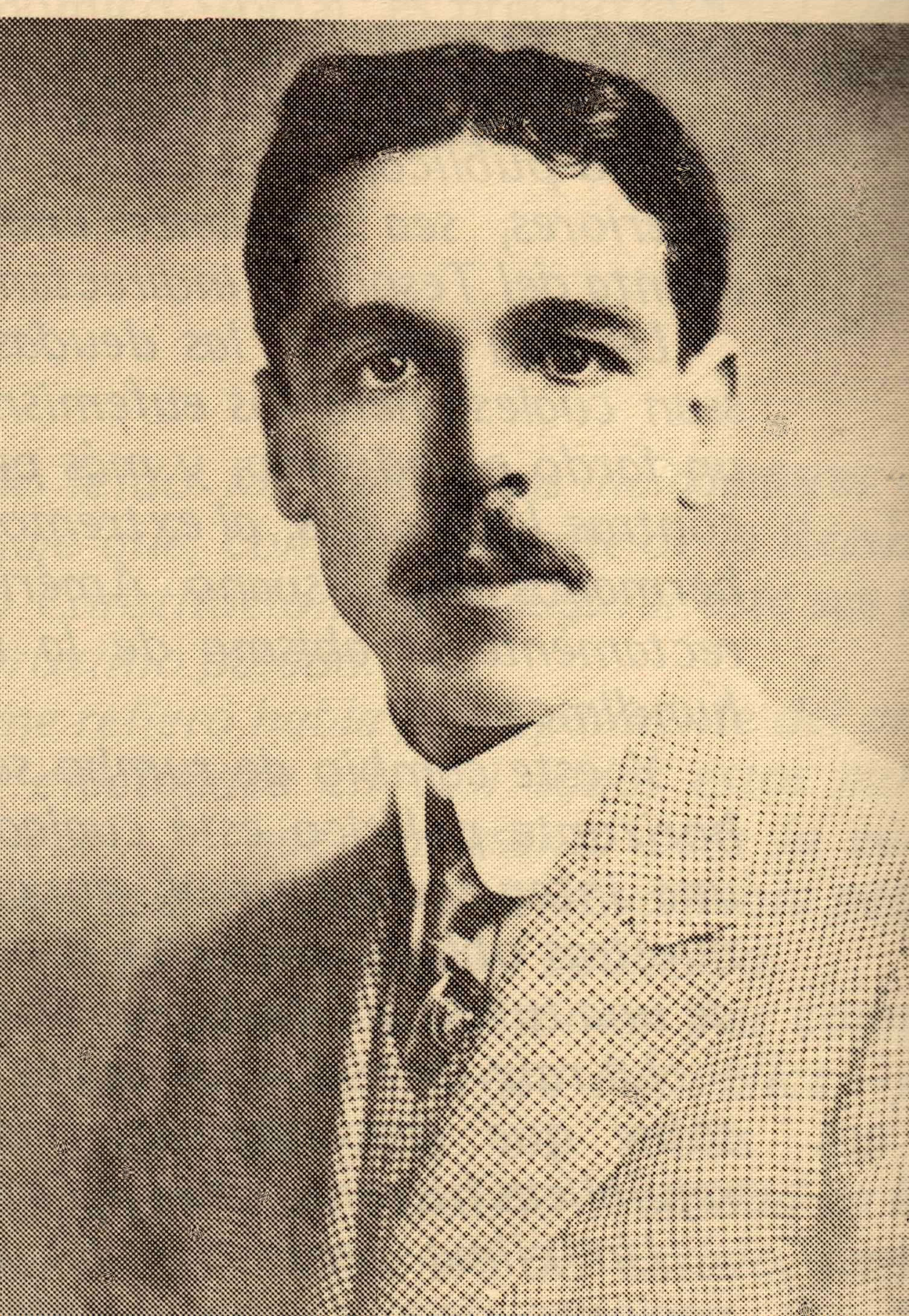
Alfredo González Flores

Alfredo González Flores (* 15. Juni 1877 in Heredia, Costa Rica; † 28. Dezember 1962 ebenda) war von 1914 bis 1917 Präsident von Costa Rica.

## Leben

### Herkunft und frühe Laufbahn
Seine Eltern waren Elemberta Flores und Domingo González Pérez. 1897 nahm er an der Bewegung gegen den Präsidenten Rafael Yglesias Castro teil und war 1905 Unterstützer von Máximo Fernández Alvarado. 1898 machte er eine Reise in das Vereinigte Königreich, wo er sich über Wirtschaftswissenschaften informierte und Expertenwissen ansammelte.
Von 1910 bis 1914 war er Abgeordneter der Partido Republicano Nacional für die Provinz Heredia. Er brachte Gesetzesentwürfe für eine Hypothekenbank und eine Banco Nacional de Seguros, eine Sozialversicherung, im Parlament ein. Die Banco Nacional de Seguros, das heutige Instituto Nacional de Seguros, wurde 1924 gegründet.
Am 14. Mai 1922 heiratete er in Heredia Delia Morales Gutiérrez, Tochter von Braulio Morales Cervantes. Er studierte Rechtswissenschaft an der Escuela de Derecho und trat am 1. September 1922 als Rechtsanwalt in die Anwaltskammer ein.

### Präsidentschaft 8. Mai 1914 – 27. Januar 1917
Er wurde erster Stellvertreter des Präsidenten Cleto González Víquez. 1913 fanden Präsidentschaftswahlen statt, bei welchen Máximo Fernández Alvarado 25.000 Stimmen und Carlos Durán Cartín 17.800 Stimmen erhalten haben sollen.
Die beiden Kandidaten der Präsidentschaftswahlen verzichteten auf das Stellvertreteramt. Das Parlament wählte Alfredo González Flores als Stellvertreter ins Präsidentenamt, in welchem er die Regierungsgeschäfte führte. Zweiter und dritter Stellvertreter waren: Domingo González Pérez y Francisco Aguilar Barquero. In seiner Amtszeit gründete er die Banco Internacional de Costa Rica und dekretierte Steuergesetzgebung.
Zu seiner Steuergesetzgebung gehörte die Einführung einer Impuesto sobre la renta (Einkommensteuer), einer Impuesto a las tierras incultas (Steuer für Brachland) und einer Impuesto a la plusvalia de propiedades (Mehrwertsteuer).

### Contrato Pinto-Greulich
Der Contrato Pinto-Greulich war eine Erdölförderkonzession in der Region Talamanca. Andere Bewerber machten höhere Konzessionsangebote, aber nützliche Aufwendungen vom Leo J Greulich in Costa Rica und Washington S. Valentine ließen das Ratifizierungsgesetz zu diesem Vertrag das Parlament passieren.
Präsident Alfredo González Flores legte sein Veto gegen das Gesetz zur Ratifizierung der Pinto-Greulich-Verträge mit der Compañía Nacional Petrolera ein.
Zur Ausbildung für das Lehramt wurde die Escuela Normal in Heredia gegründet. Bei Wahlen soll es erste Unregelmäßigkeiten gegeben haben, vor allem bei den Parlamentswahlen 1915, was dazu beitrug, dass nur Mitglieder der Partido Republicano Nacional gewählt wurden.
Alfredo González Flores residierte im Castillo Azul. In seiner Amtszeit wurde die Elektrifizierung der Bahnstrecke San José Puntarenas fertiggestellt, es wurden eine Landwirtschaftsschule, eine Postdirektion und ein Gesundheitsministerium gegründet. Der Schlachthof wurde von Ojo de Agua, einem Badeort im Municipio in Belén,  nach Puntarenas verlegt. Alfredo González Flores regte die Errichtung einer Mole im Hafen von Puntarenas an.
Am 27. Januar 1917 wurde Alfredo González Flores durch seinen Kriegs- und Marineminister Federico Alberto Tinoco Granados gestürzt und konnte in die US-Botschaft flüchten. Von 1917 bis 1920 war er in den USA im Exil. 1920 veröffentlichte er El petróleo y la política de Costa Rica. 1923 vertrat er Costa Rica im Rechtsstreit Caso Tinoco gegen Großbritannien.
Das Altenheim Asilo de Ancianos Alfredo y Delia Gonzales Flores in Heredia wurde auf einem Grundstück errichtet, welches das Ehepaar Gonzales Flores zu diesem Zweck gestiftet hatte.